# 矢橋徳太郎
矢橋 徳太郎（やばし とくたろう、1916年 - 1996年）は、日本の科学者・天文学者。愛知淑徳短期大学教授。「先祖は嵯峨天皇の第12皇子で光源氏の実在モデルの有力候補とされる源融（みなもとのとおる）にまで遡る（アーカイブ）」矢橋家（岐阜県大垣市赤坂）の出身。岐阜天文台副理事長。岐阜天文台・母校愛知県立旭丘高等学校（愛知県第一中学校56回生）など全国200箇所程設置されており、世界最高の精度を誇る「矢橋式日時計」を考案した。
CBCクラブ文化賞 (くちなし章) 受賞。母校同窓会鯱光会被顕彰者 。

## 略歴
1916年、美濃赤坂生まれ。発起人となり十六銀行赤坂支店の前身である興産会社を設立した矢橋友吉の孫。矢橋厚一郎の子。
愛知県第一中学校（現・愛知県立旭丘高等学校）卒業。愛知一中56回生。
金属盤を調整する事によっ て誤差をなくして正確な時刻を確認出来る様になっており、月日を合わせる事でほぼ正確な時間が分かる、「矢橋式日時計」を考案する。日時計ながら5分刻みという世界最高の精度を誇る。古代中国の火時計と並べて展示する近江神宮、岐阜天文台、愛知県立旭丘高等学校校舎正面、高知城の丸の内公園など、全国に200箇所程設置されている。
1983年 「立体解析幾何学の知識を駆使し誤差が1分以内という日時計を製作し、作品は各地の公共施設に多数設置される」という功績で、CBC クラブ文化賞 (くちなし章) を受賞している。
1988年、母校愛知県立旭丘高等学校同窓会・「鯱光会」、矢橋徳太郎の「特に顕著な業績」を称え、顕彰。

## 日本の主な矢橋式日時計
- 東郷町立東郷小学校の矢橋式日時計（愛知県愛知郡東郷町）[13]
- 名古屋城西の丸展示館前にある矢橋式日時計（愛知県名古屋市中区本丸・北区名城）[14]
- 西尾市立幡豆小学校の矢橋式日時計（愛知県西尾市西幡豆町、1983年設置）[15]
- 大垣市立赤坂中学校の矢橋式日時計（岐阜県大垣市赤坂町）[16]
- 岐阜天文台の矢橋式日時計（岐阜県岐阜市）[17]
- 近江神宮の矢橋式日時計（滋賀県大津市、時計館宝物館の野外に展示されている）[17][18]

## 主な著作
- 矢橋徳太郎『日時計の改良、矢橋式日時計について』 三祐堂 (昭和44年初版) 、1994年
- 岸上冬彦, 矢橋徳太郎、「昭和15年7月の三宅島噴火速報」『地震第 2輯』 1940年 12巻 9号 p.383-393, doi:10.14834/zisin1929.12.383
- 矢橋徳太郎「日時計の改良」 『愛知淑徳短期大学研究紀要』 (4), 21-28, 1965-03
- 矢橋徳太郎ほか「OAA総会での研究発表-3」天界、1968年11月

## 系譜
曽祖父 - 矢橋宗太郎（美濃赤坂生まれ。矢橋本家当主。大地主。明治維新の廃藩置県の時に、徳川家康が織田信長の岐阜城千畳敷御殿を移築し造営させた将軍家専用休泊所であるお茶屋屋敷の払下げを受けた）

### 祖父の代
- 祖父 - 矢橋友吉（美濃赤坂生まれ。発起人となり十六銀行赤坂支店の前身・興産会社を設立する[20]。）
- 大伯父 - 矢橋敬吉[1]（1859年10月、美濃赤坂生まれ。号楓園。大地主。赤坂銀行〈十六銀行〉取締役。同氏に昭和天皇と皇太子時代の明仁上皇のご訪問〈行幸 (昭和21年・昭和40年)〉があったこと[21]、所有するお茶屋屋敷〈徳川家康造営の将軍家専用休泊所跡〉の保存・公開[22]などで、知られる同氏の本家当主[23][24][25][26][27]）
- 大叔父 - 矢橋亮吉（1867年9月、美濃赤坂生まれ。矢橋大理石 創業者。その大理石を使って建てた西洋館に昭和天皇と皇太子時代の明仁上皇のご訪問〈行幸 (昭和21年・昭和40年)〉があった[21]。大学生・大学院生への学資の支援を行なっている公益財団法人矢橋謝恩会[28]（外務省経済協力局長・岐阜県知事・古田肇は奨学生の一人[29]）の創設者。東京海上専務取締役・第45代文部大臣〈大日本帝国憲法時代〉を歴任し甲南大学・甲南高等学校・中学校を創立した平生釟三郎とは高等商業〈現・一橋大学〉時代互いに支え合った学友）

### 父の代
- 父 - 矢橋厚一郎（美濃赤坂生まれ。）
- 従伯叔父 - 矢橋龍吉（美濃赤坂生まれ。）[30]
- 従伯叔父 - 矢橋次郎（1892年11月、美濃赤坂生まれ。矢橋工業〈金生山参照〉 社長）[31]
- 従伯叔父 - 矢橋太郎（1895年5月、美濃赤坂生まれ。早世。）
- 従伯叔父 - 矢橋次雄（1898年1月、美濃赤坂生まれ。亮吉襲名。矢橋大理石 継ぐ。）
- 従伯叔父 - 矢橋五郎（1903年10月、美濃赤坂生まれ。関ヶ原製作所・関ヶ原石材 興す。）
- 従伯叔父 - 矢橋六郎（1905年11月、美濃赤坂生まれ。矢橋亮吉・五男。洋画家。待合せ場所としてよく利用されたJR名古屋駅新幹線口の壁画「日月と東海の四季」など、〈大理石〉モザイク壁画も手掛け日本近代画に革新的な役割を果たした[32]）[33]

### 同世代
- 再従弟 - 矢橋龍太郎（1926年9月、美濃赤坂生まれ。実業家）[30]
- 再従弟 - 矢橋宗一（1918年4月、美濃赤坂生まれ。矢橋工業〈金生山参照〉 社長）[31]
- 再従弟 - 恒男（1921年5月、美濃赤坂生まれ。遠山産業副社長）
- 再従弟 - 原乙彦（旧姓・矢橋）（1925年1月、美濃赤坂生まれ。ユニチカ通商社長）
- 再従兄弟 - 矢橋謙一郎（美濃赤坂生まれ。関ヶ原製作所社長）
- 再従兄弟 - 矢橋昭三郎（美濃赤坂生まれ。関ヶ原石材 社長）

## 家系図
「矢橋家家系図」によれば、矢橋家（惣本家・本家・南矢橋・北矢橋）は、嵯峨天皇・源融（紫式部『源氏物語』の主人公光源氏の実在モデルの有力候補）まで遡る。
- 《惣本家》矢橋藤十郎・幾世
  - 矢橋徳次郎（大地主、岐阜縣多額納税者、株式會社赤坂銀行、株式會社大垣銀行各取締役等）[36]
    - 矢橋敏郎
    - 矢橋郁二
    - 矢橋省三
    - 矢橋和夫
    - 矢橋豊二

  - 矢橋為吉
  - 矢橋賢吉（大蔵官僚、国会議事堂設計の中心人物、叙正三位、勲二等旭日重光章受章）
    - 矢橋きみ
- 《本家》矢橋宗太郎（廃藩置県の際、徳川家康が織田信長の岐阜城千畳敷御殿を移築し造営させたお茶屋屋敷の払下げを受く）
  - 矢橋敬吉
    - 矢橋龍吉
      - 矢橋龍太郎（矢橋林業社長、三星礦業社長、矢橋工業社長・会長）[34]・茅子（ミツカン酢創業家・中埜家の出身〈第6代の二女〉）[37]
        - 矢橋龍宜

    - 矢橋次郎
      - 矢橋宗一（矢橋工業社長）
        - 矢橋慎哉（矢橋工業社長）
          - 矢橋秀哉
          - 矢橋博行

        - 矢橋哲郎

      - 矢橋恒男
        - 矢橋和廣

      - 原乙彦（旧姓・矢橋）（ユニチカ通商社長）
        - 原秀六（滋賀大学名誉教授）
          - 原華子
          - 原尚子

        - 原吉弘

  - 矢橋幾世・藤十郎
    - 矢橋徳次郎
    - 矢橋賢吉

  - 矢橋友吉
    - 矢橋厚一郎
      - 矢橋徳太郎

  - 矢橋亮吉（1946年に昭和天皇の行幸、1965年に皇太子の行啓があった矢橋大理石の創業者）
    - 矢橋太郎
      - 矢橋篤子（矢橋太郎長女）・矢橋浩吉（旧姓・亀山、揖斐川電気工業〈現・イビデン〉社長、勲三等瑞宝章受章）[34]
        - 矢橋修太郎・千枝子（北村酒造社長・北村精一郎〈宗四郎〉長女）[34]
          - 矢橋晋太郎[34]
          - 矢橋正二郎[34]
          - 矢橋庸子[34]

    - 矢橋次雄［矢橋亮吉］（矢橋大理石社長）
      - 矢橋修太郎（養子）[34]

    - 矢橋五郎（関ヶ原石材社長）[34]
      - 矢橋謙一郎（関ヶ原石材社長）[34]
      - 矢橋昭三郎（関ヶ原製作所社長・相談役）[3]

    - 矢橋六郎（JR名古屋駅新幹線口にあった壁画「日月と東海の四季」を描いた洋画家、中日文化賞受賞）
    - 矢橋重雄（矢橋亮吉十男、住友本社入社、矢橋大理石商店取締役）・美代子（男爵・北垣晋一長女）[34]
      - 矢橋和重[34]
      - 矢橋譲[34]
      - 矢橋晃[34]
      - 佐藤久美子・佐藤正昭[34]

    - 戸田道子（矢橋亮吉長女）・戸田良直（大垣貯蓄銀行頭取）[34]
    - 桑原孝子（矢橋亮吉二女）・善吉(真一)[38]（十六銀行会長）

遠縁：所郁太郎（実父・矢橋亦一、養父・所伊織）（大垣藩の生まれ、適塾塾頭、暗殺者に襲われた元勲・井上馨を治療した医師、幕末の志士、高杉晋作の参謀、長州藩遊撃隊軍監、従四位追叙）